# Chrysosoma gemmarium
Chrysosoma gemmarium är en tvåvingeart som först beskrevs av Walker 1849.  Chrysosoma gemmarium ingår i släktet Chrysosoma och familjen styltflugor. Inga underarter finns listade i Catalogue of Life.